# Alberto Salazar
Alberto Salazar (* 7. August 1958 in Havanna, Kuba) ist ein ehemaliger US-amerikanischer Langstreckenläufer, der Anfang der 1980er-Jahre seine größten Erfolge feierte und danach als Trainer tätig war. Bis zu seiner vierjährigen Dopingsperre 2019 war er Cheftrainer des Nike-Oregon-Projects, das aus diesem Grund eingestellt wurde. Inzwischen wurde er wegen sexuellen und emotionalen Fehlverhaltens lebenslang gesperrt.

## Werdegang

### Als Sportler
Alberto Salazar gewann dreimal in Folge beim New-York-City-Marathon (1980 bis 1982) und stellte auf der Bahn US-Rekorde über 5000 m (13:11,93 min am 6. Juli 1982 in Oslo) und 10.000 m (27:25,61 min am 26. Juni 1982 in Oslo) auf. 1982 wurde er Zweiter und 1983 Vierter bei den Crosslauf-Weltmeisterschaften.
Beim New-York-City-Marathon 1981 lief Salazar in 2:08:13 vermeintlich einen neuen Weltrekord. Jedoch wurde bei der Nachmessung festgestellt, dass die Strecke um 148 Meter zu kurz war, was ungefähr einer halben Minute Laufzeit entspricht.
Spektakulär war sein Sieg beim Boston-Marathon 1982, als er im Sprint mit zwei Sekunden Vorsprung auf Dick Beardsley gewann und im Ziel dehydriert zusammenbrach. Mit seiner damaligen Zeit von 2:08:52 h ist er bis heute der drittschnellste Amerikaner.

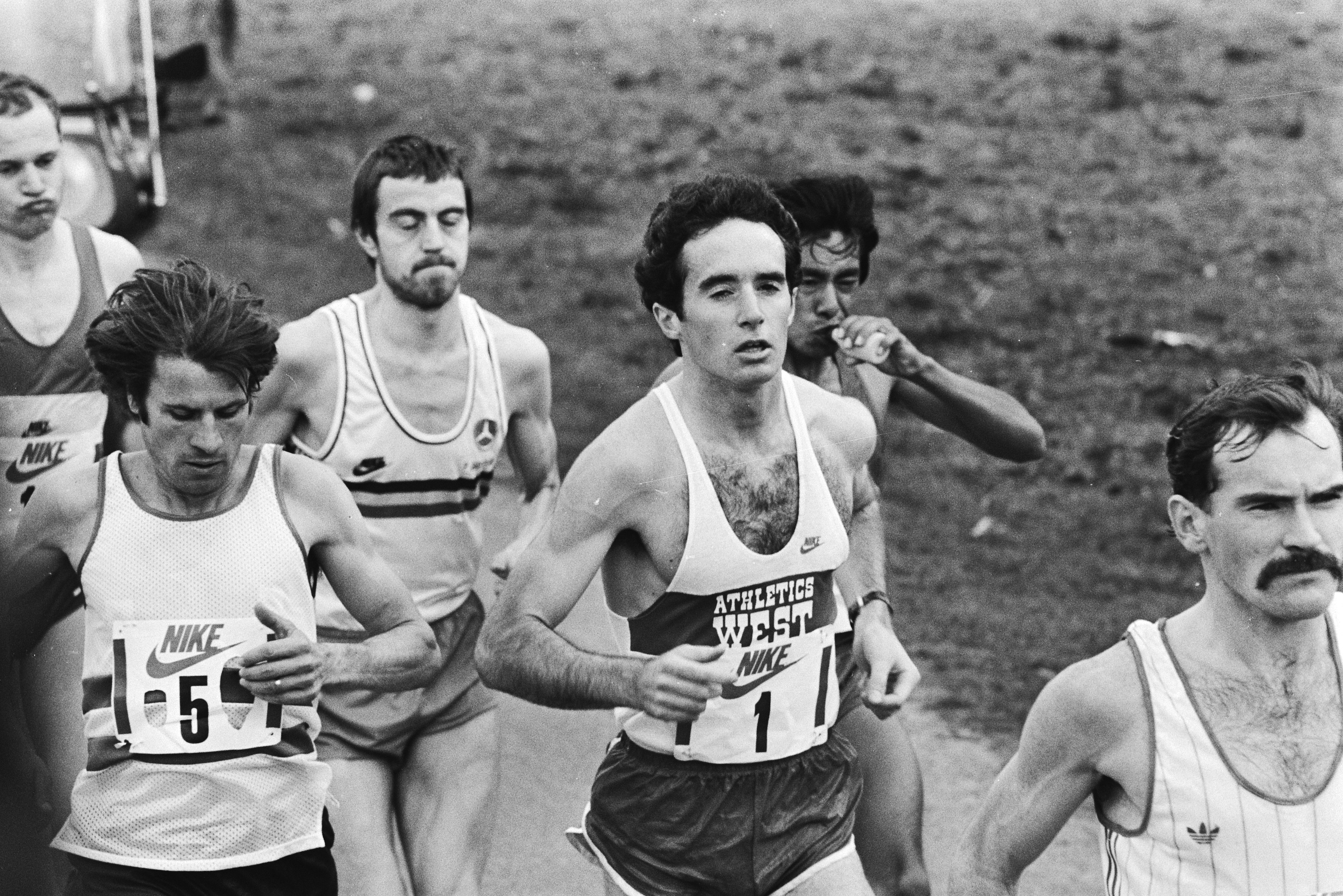
Salazar beim Rotterdam-Marathon 1983

Er galt als Favorit für den Marathon bei den Olympischen Sommerspielen 1984 in Los Angeles, landete aber nur auf dem 15. Platz.
Alberto Salazar war kein Naturtalent, machte dies aber durch extremen Trainingsfleiß, der bis zur totalen Verausgabung ging, wieder wett. Allerdings litt seine Gesundheit darunter. Beim Falmouth Road Race verausgabte er sich 1977 dermaßen, dass er mit einem Hitzschlag in eine Badewanne voll Eis gelegt wurde und von einem Priester die Krankensalbung erhielt.
Ab Mitte der 1980er-Jahre machten ihm gesundheitliche Probleme zu schaffen, sein Immunsystem brach zusammen, und er gab zeitweise das Laufen ganz auf. 1994 gab es für ihn ein eindrucksvolles Comeback, als er in Südafrika den Comrades Marathon – den weltgrößten Ultramarathon über knapp 90 Kilometer – gewann.

### Trainer des Nike Oregon Project
Alberto Salazar arbeitete als Cheftrainer für das Nike-Oregon-Project. Mo Farah und Galen Rupp, die bei den Olympischen Sommerspielen 2012 Gold und Silber über 10.000 m gewonnen haben sowie Mo Farah zusätzlich Gold über 5000 m, haben bei ihm trainiert. Ebenso gehörten zu seinen Schützlingen der Äthiopier Yomif Kejelcha sowie die Niederländerin Sifan Hassan, Weltmeisterin von Doha 2019. Zum Oregon-Project gehörten weiterhin die Deutsche Konstanze Klosterhalfen und der US-Amerikaner Donavan Brazier, die von Salazars Assistenztrainer Pete Julian betreut werden. Der US-amerikanische 1500-m-Olympiasieger Matthew Centrowitz verließ zwischenzeitlich wieder das Nike-Oregon-Project.
Das Salazar-Training beinhaltete Trainingsumfänge von 200 km/Woche, die im erheblichen Umfang aerob absolviert werden. Hierzu gehört auch der traditionelle Long Jog am Sonntagvormittag, bei ihm in Form eines Marathonlaufes (auf weichen Wegen) in ca. 2:30 Stunden.

### Dopingsperre
Wegen Dopingverstößen wurde Salazar 2019 von der amerikanischen Antidoping-Agentur für vier Jahre gesperrt. Auf die gleiche Sperrdauer kam der mit dem inzwischen aufgelösten Nike Oregon Project kooperierende Endokrinologe Jeffrey Brown, der zahlreiche Athleten Salazars behandelt hatte. Salazar kündigte an, Einspruch gegen das Urteil einzulegen. Zuvor hatte ihm die US-amerikanische Langstreckenläuferin Kara Goucher vorgeworfen, sie zur Einnahme des Schilddrüsenhormons Thyroxin gedrängt zu haben, das nicht auf der Doping-Liste steht. Der Internationale Sportgerichtshof (CAS) gab Anfang Juni 2020 bekannt, dass Salazar vom 8. bis 16. November vom CAS angehört wird, Salazar und Brown hatten Einspruch gegen ihre Strafen eingelegt. Am 16. September 2021 teilte der CAS mit, dass die Berufung des ehemaligen Chefcoaches des Nike Oregon Projektes abgewiesen und die Strafe bestätigt wurde.

### Weitere Vorwürfe und lebenslange Sperre
Mary Cain erhob im November 2019 schwere Vorwürfe gegen Salazar. Salazar habe sie systematisch zum Abnehmen gedrängt und sie zur Einnahme von Antibabypillen und Diuretika genötigt. Infolgedessen habe sie fünf Knochenbrüche erlitten, ihr Menstruationszyklus habe drei Jahre lang ausgesetzt, und schließlich habe sie über Suizid nachgedacht. Salazars ehemaliger Assistenztrainer Steve Magness bestätigte die Vorwürfe.
Diese führten im Juli 2021 zu einer lebenslangen Sperre wegen sexuellen und emotionalen Fehlverhaltens durch das US-SafeSport-Center, das seit 2017 mit der Untersuchung solcher Fälle gesetzlich beauftragt ist.